# Wereldkampioenschappen alpineskiën 2025
De Wereldkampioenschappen alpineskiën 2025 werden van 4 tot en met 16 februari 2025 gehouden in Saalbach in de deelstaat Salzburg in Oostenrijk. Er stonden elf onderdelen op het programma, vijf voor mannen en vijf voor vrouwen plus een gemengde landenwedstrijd. De Alpine combinatie was voor het eerst op een wereldkampioenschap voor koppels, en niet zoals gebruikelijk voor individuele atleten.

## Wedstrijdschema
| Datum       | Lokale tijd   | Mannen          | Vrouwen         |
| ----------- | ------------- | --------------- | --------------- |
| 04 februari | 15:15         | Team parallel   | Team parallel   |
| 06 februari | 11:30         |                 | Super G         |
| 07 februari | 11:30         | Super G         |                 |
| 08 februari | 11:30         |                 | Afdaling        |
| 09 februari | 11:30         | Afdaling        |                 |
| 11 februari | 10:00 / 13:15 |                 | Team Combinatie |
| 12 februari | 10:00 / 13:15 | Team Combinatie |                 |
| 13 februari | 09:45 / 13:15 |                 | Reuzenslalom    |
| 14 februari | 09:45 / 13:15 | Reuzenslalom    |                 |
| 15 februari | 09:45 / 13:15 |                 | Slalom          |
| 16 februari | 09:45 / 13:15 | Slalom          |                 |

## Medailles

### Mannen
| Onderdeel       | Goud                                        | Goud                               | Zilver                               | Zilver                                      | Brons                                   | Brons                                    |
| --------------- | ------------------------------------------- | ---------------------------------- | ------------------------------------ | ------------------------------------------- | --------------------------------------- | ---------------------------------------- |
| Team combinatie | Zwitserland Franjo von Allmen Loïc Meillard | 2.42,38 1.42,11 (2e) 1.00,27 (10e) | Zwitserland Alexis Monney Tanguy Nef | 2.42,65 (+ 0,27) 1.42,09 (1e) 1.00,56 (14e) | Zwitserland Stefan Rogentin Marc Rochat | 2.42,81 (+ 0,43) 1.43,17 (8e) 59,64 (3e) |
| Afdaling        | Franjo von Allmen Zwitserland               | 1.40,68                            | Vincent Kriechmayr Oostenrijk        | 1.40,92 + 0,24                              | Alexis Monney Zwitserland               | 1.40,99 + 0,31                           |
| Reuzenslalom    | Raphael Haaser Oostenrijk                   | 2.39,71                            | Thomas Tumler Zwitserland            | 2.39,94 + 0,23                              | Loïc Meillard Zwitserland               | 2.40,22 + 0,51                           |
| Slalom          | Loïc Meillard Zwitserland                   | 1.54,02                            | Atle Lie McGrath Noorwegen           | 1.54,28 + 0,26                              | Linus Straßer Duitsland                 | 1.54,54 + 0,52                           |
| Super G         | Marco Odermatt Zwitserland                  | 1.24,57                            | Raphael Haaser Oostenrijk            | 1.25,57 + 1,00                              | Adrian Smiseth Sejersted Noorwegen      | 1.25,72 + 1,15                           |

### Vrouwen
| Onderdeel       | Goud                                             | Goud                            | Zilver                                      | Zilver                                    | Brons                                                      | Brons                                    |
| --------------- | ------------------------------------------------ | ------------------------------- | ------------------------------------------- | ----------------------------------------- | ---------------------------------------------------------- | ---------------------------------------- |
| Team combinatie | Verenigde Staten Breezy Johnson Mikaela Shiffrin | 2.40,89 1.42,11 (4e) 58,78 (3e) | Zwitserland Lara Gut-Behrami Wendy Holdener | 2.41,28 (+ 0,39) 1.42,89 (12e) 58,39 (1e) | Oostenrijk Stephanie Venier Katharina Truppe               | 2.41,42 (+ 0,53) 1.42,46 (7e) 58,96 (6e) |
| Afdaling        | Breezy Johnson Verenigde Staten                  | 1.41,29                         | Mirjam Puchner Oostenrijk                   | 1.41,44 + 0,15                            | Ester Ledecka Tsjechië                                     | 1.41,50 + 0,21                           |
| Reuzenslalom    | Federica Brignone Italië                         | 2.22,71                         | Alice Robinson Nieuw-Zeeland                | 2.23,61 + 0,90                            | Paula Moltzan Verenigde Staten                             | 2.25,33 + 2,62                           |
| Slalom          | Camille Rast Zwitserland                         | 1.58,00                         | Wendy Holdener Zwitserland                  | 1.58,46 + 0,46                            | Katharina Liensberger Oostenrijk                           | 1.59,32 + 1,32                           |
| Super G         | Stephanie Venier Oostenrijk                      | 1.20,47                         | Federica Brignone Italië                    | 1.20,57 + 0,10                            | Lauren Macuga Verenigde StatenKajsa Vickhoff Lie Noorwegen | 1.20,71 + 0,24                           |

### Gemengd
| Onderdeel     | Goud                                                                   | Goud                                                                   | Zilver                                                                  | Zilver                                                                  | Brons                                                                   | Brons                                                                   |
| ------------- | ---------------------------------------------------------------------- | ---------------------------------------------------------------------- | ----------------------------------------------------------------------- | ----------------------------------------------------------------------- | ----------------------------------------------------------------------- | ----------------------------------------------------------------------- |
| Team parallel | Italië Giorgia Collomb Filippo Della Vite Lara Della Mea Alex Vinatzer | Italië Giorgia Collomb Filippo Della Vite Lara Della Mea Alex Vinatzer | Zwitserland Wendy Holdener Luca Aerni Delphine Darebellay Thomas Tumler | Zwitserland Wendy Holdener Luca Aerni Delphine Darebellay Thomas Tumler | Zweden Sara Hector Kristoffer Jakobsen Estelle Alphand Fabian Ax Swartz | Zweden Sara Hector Kristoffer Jakobsen Estelle Alphand Fabian Ax Swartz |

### Medailleklassement
| Plaats | Land             | Goud | Zilver | Brons | Totaal |
| 1      | Zwitserland      | 5    | 5      | 3     | 13     |
| 2      | Oostenrijk       | 2    | 3      | 2     | 7      |
| 3      | Italië           | 2    | 1      | 0     | 3      |
| 4      | Verenigde Staten | 2    | 0      | 2     | 4      |
| 5      | Noorwegen        | 0    | 1      | 2     | 3      |
| 6      | Nieuw-Zeeland    | 0    | 1      | 0     | 1      |
| 7      | Duitsland        | 0    | 0      | 1     | 1      |
| 7      | Tsjechië         | 0    | 0      | 1     | 1      |
| 7      | Zweden           | 0    | 0      | 1     | 1      |
| Totaal | Totaal           | 11   | 11     | 12    | 34     |

## Belgische en Nederlandse selectie
De Belgische Kim van Reusel begon aan haar vijfde WK. Het was het derde WK voor haar landgenoot Sam Maes. Nederland deed mee met vier debutanten en Kiara Derks die in 2023 al eens meedeed aan het WK.

### Vrouwen
| Deelnemer     | Reuzenslalom | Slalom     |
| ------------- | ------------ | ---------- |
| Kim Vanreusel | 35e          | DNF 1e run |
| Axelle Mollin | -            | DNF 1e run |
| Noa Blok      | DNF 1e run   | DNF 1e run |
| Kiara Derks   | DNF 1e run   | 26e        |
| Noa Rabou     | DNF 1e run   | DNF 1e run |

### Mannen
| Deelnemer       | Reuzenslalom | Slalom     |
| --------------- | ------------ | ---------- |
| Sam Maes        | 25e          | 19e        |
| Jurre Jeurissen | DNF 1e run   | DNF 2e run |
| Aleix Linse     | DNQ          | DNQ        |

1931 ·
1932 ·
1933 ·
1934 ·
1935 ·
1936 ·
1937 ·
1938 ·
1939 ·
1941 ·
1948 ·
1950 ·
1952 ·
1954 ·
1956 ·
1958 ·
1960 ·
1962 ·
1964 ·
1966 ·
1968 ·
1970 ·
1972 ·
1974 ·
1976 ·
1978 ·
1980 ·
1982 ·
1985 ·
1987 ·
1989 ·
1991 ·
1993 ·
1996 ·
1997 ·
1999 ·
2001 ·
2003 ·
2005 ·
2007 ·
2009 ·
2011 ·
2013 ·
2015 ·
2017 ·
2019 ·
2021 ·
2023 ·
2025